# Avelo Airlines
Avelo Airlines è una compagnia aerea ultra low cost con sede a Houston, Texas, USA, ma le operazioni di volo sono basate nell'aeroporto Hollywood Burbank in California e all'aeroporto di Tweed New Haven nel Connecticut. Il primo volo con il nome Avelo è avvenuto il 28 aprile 2021 da Burbank a Santa Rosa, in California. Avelo è certificata dalla Federal Aviation Administration (FAA) degli Stati Uniti per attività nazionali e internazionali.

## Storia

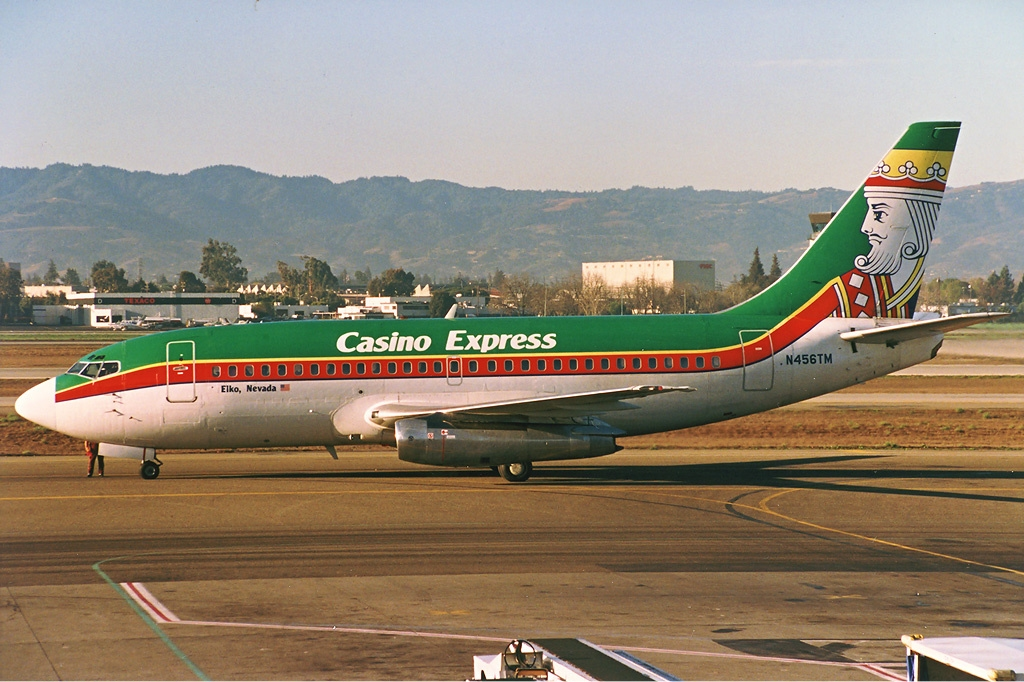
Un 737-200 nella provocatoria livrea Casino Express.

### "Casino Express"
Fondata nel luglio 1987 e con la ragione sociale TEM Enterprises Inc. iniziò ad operare esattamente due anni dopo con la denominazione e nei colori "Casino Express" utilizzando alcuni Boeing 737-200 che volavano esclusivamente per il Red Lion Hotel and Casino di Elko (Nevada). Erano servizi diretti dall'aeroporto regionale di Elko verso molte città degli Stati Uniti per raccattare cittadini desiderosi di buttare via parte dei loro averi. Nel 1994 "Casino Express" aggiunse voli di linea diretti da Elko a Portland e Seattle solo nei fine settimana e con McDonnell Douglas MD-80. La società operava anche un 737-200 per la debuttante Tahoe Air.
Casino Express ampliò rapidamente la clientela fino ad includere squadre sportive, agenzie governative, plenipotenziari stranieri, organi di stampa, altresocietà che si arricchivano sul gioco d'azzardo e voli charter pubblici e privati di ogi tipo. 

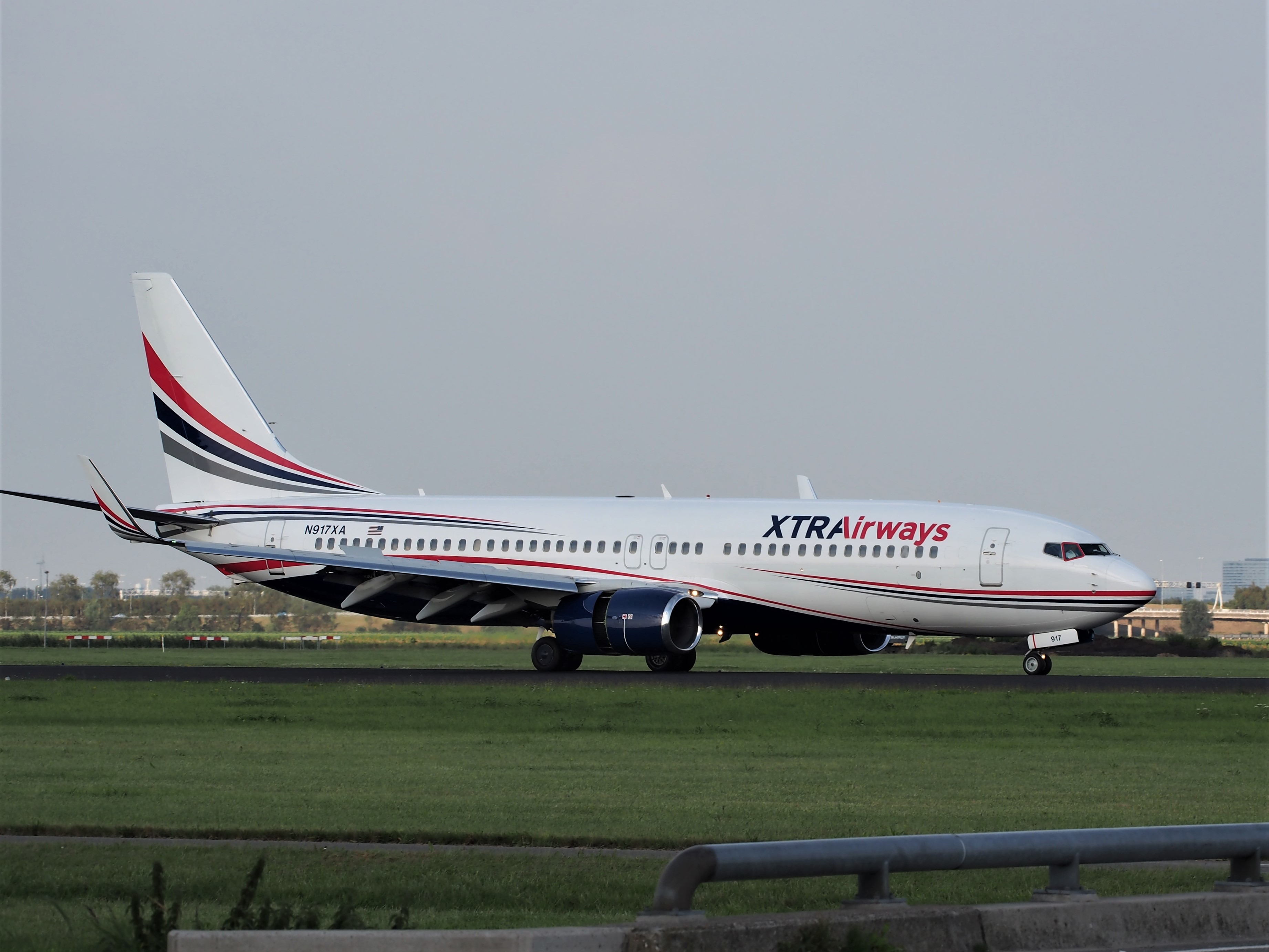
Un Boeing 737-800 nei colori Xtra Airways.

### "Xtra Airways"
TEM Enterprises cambiò il nome di tutta la baracca in "Xtra Airways" dall'8 dicembre 2005, per riflettere un obiettivo più ampio; allo stesso tempo fu completamente modificata la livrea degli aerei. Nel settembre 2016 iniziò a utilizzare un Boeing 737-800, ridipinto in una livrea azzurra e bianca con titoli "Stronger Together", per la campagna presidenziale di Hillary Clinton. Subito dopo, anche un secondo aereo, un Boeing 737-400, fu messo a disposizione della campagna, dipinto però con una striscia azzurra e con i titoli "Clinton/Kaine".

### Avelo Airlines
Andrew Levy, ex chief financial officer (CFO) di United Continental Holdings ed ex CFO di Allegiant Air, acquistava TEM nell'agosto 2018, con l'intento di trasformare un'azienda dai contorni un poco sfumati in una compagnia aerea di linea ultra low-cost. TEM aveva venduto la maggior parte della flotta a Swift Air, conservando un unico Boeing 737-400 per mantenere la certificazione FAA. Nell'aprile 2019, la società ponderava la possibilità di utilizzare Boeing 737-800 a causa del problema dei Boeing 737 MAX.
Nel febbraio 2020, Levy annunciava la nuova finanziaria, denominata Houston Air Holdings, Inc. Nello stesso mese, la società rastrellava 125 milioni di dollari di finanziamenti e prendeva in consegna il primo aeroplano da GE Capital Aviation Services.
L'8 aprile 2021 veniva annunciata la nuova compagnia con il nome di Avelo Airlines, che immantinente iniziava a vendere biglietti con partenza dall'aeroporto di Hollywood Burbank in California. La rete iniziale consisteva di undici destinazioni non raggiunte direttamente da Burbank. Il volo inaugurale avveniva il 28 aprile 2021. La flotta era composta da tre Boeing 737-800.
Il 6 maggio 2021 l'aerolinea  annunciava che entro pochi mesi avrebbe aperto una nuova base all'aeroporto di Tweed New Haven nel Connecticut dove intendeva investire 1,2 milioni di dollari nelle strutture dell'aeroporto di New Haven. Qui avrebbe utilizzato solo Boeing 737-700. Il 19 agosto 2021 venivano svelati i dettagli di New Haven: inizialmente quattro rotte per la Florida previste a partire dal mese di novembre. Ulteriori rotte furono annunciate qualche settimana più tardi, compresi i voli tra Fort Collins e Las Vegas a partire da dicembre e i voli tra New Haven e Sarasota a partire dal gennaio immediatamente successivo. Il 6 gennaio 2022, Avelo annunciava di aver raccolto ulteriori 42 milioni di dollari, aumentando la base di capitale investito a oltre 160.

## Flotta

### Flotta attuale

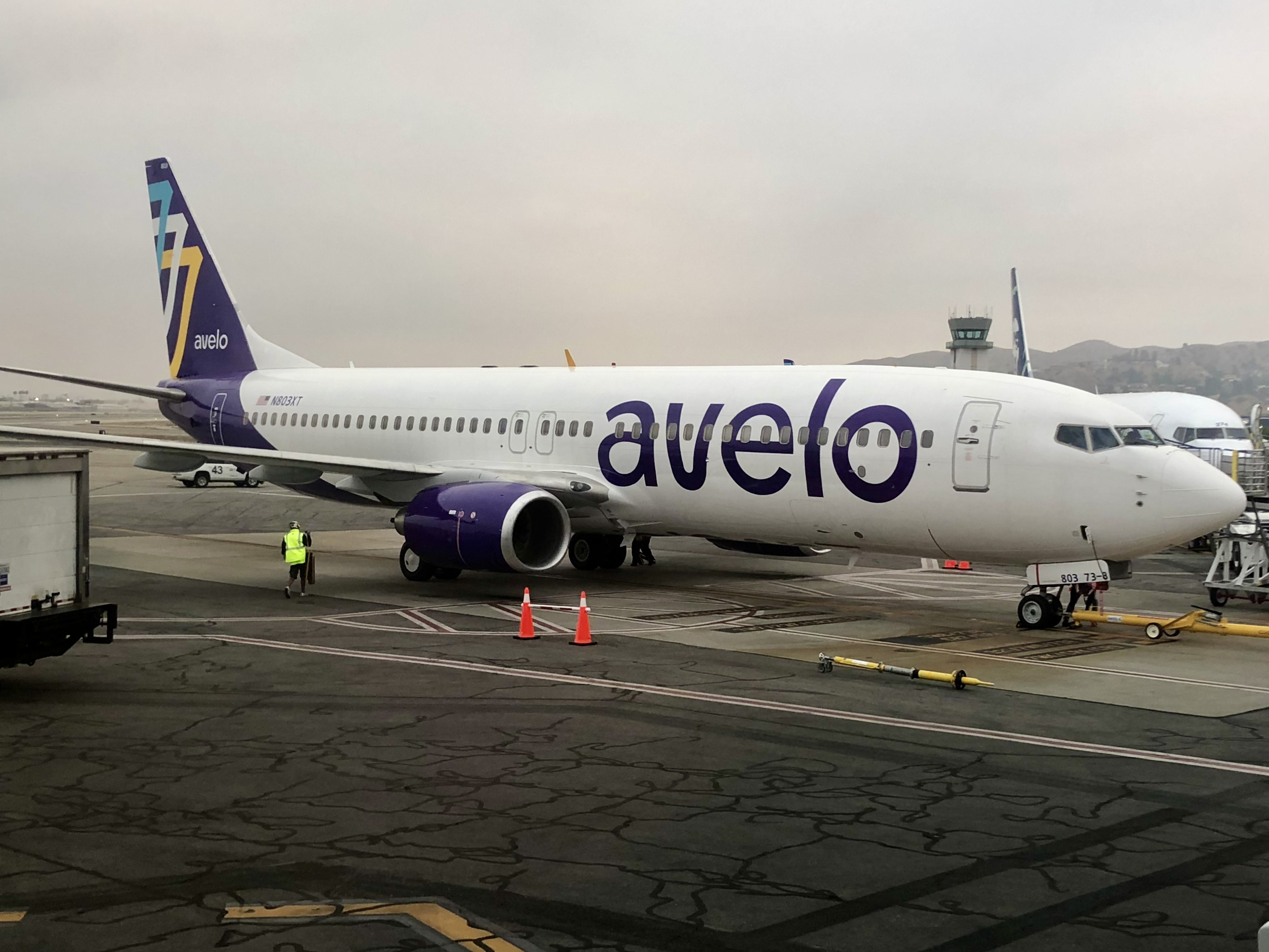
Un Boeing 737-800 di Avelo Airlines.

A marzo 2024 la flotta di Avelo Airlines era così composta:

### Flotta storica
Avelo Airlines (compresi "Casino Express" ed "Xtra Airways") ha operato con i seguenti aerei: